# 玛格达莱娜·艾塞加
玛格达莱娜·艾塞加（西班牙語：Magdalena Aicega，1973年11月1日—），阿根廷女子曲棍球运动员。她曾代表阿根廷参加1996年、2000年、2004年和2008年夏季奥林匹克运动会曲棍球比赛，获得一枚银牌和二枚铜牌。